# Арсеній (Москвін)
Митрополит Арсеній (до постригу Федір Павлович Москвін; 1796, село Вороння, Костромський повіт, Костромська губернія — 28 квітня 1876, Санкт-Петербург) — єпископ Російської православної церкви, митрополит Київський і Галицький.

## Біографія
Народився в 1796 році (метричний запис про народження здійснено 1797 року, тому ця дата іноді фігурує як дата народження) в селі Вороння, Костромського повіту, син диякона.
Після Костромської семінарії у 1819 році вступив до Санкт-Петербурзької академії.
11 вересня 1821 року, під час академічного курсу був пострижений у чернецтво з ім'ям Арсеній, а 5 вересня 1823 року висвячений у сан ієромонаха.
Закінчив курс академії у 1823 році зі ступенем магістра і був залишений при академії бакалавром з богословських наук.
1 вересня 1823 року призначений помічником бібліотекаря академії, 14 липня 1824 року — бібліотекарем.
16 жовтня 1824 року зарахований до соборних ієромонахів Олександро-Невської лаври.
25 серпня 1825 року Арсеній призначений ректором Могилевської духовної семінарії, викладач богослов'я. З 30 грудня член Могилевської духовної консисторії. З 4 грудня 1826 року настоятель Могилево-Братського Богоявленського монастиря і приписаного до нього Буйницького монастиря, з возведенням у сан архімандрита. З 16 березня 1827 року благочинний монастирів Могилевської єпархії.
З 23 серпня 1827 року — ректор Орловської Духовної Семінарії, з 30 листопада — настоятель мценського Петропавлівського монастиря, з 16 лютого 1829 року — член Орловського тюремного комітету.
З 11 вересня 1829 року — ректор Рязанської духовної семінарії, настоятель рязанського Троїцького монастиря. При Арсенії число учнів у духовному училищі та духовній семінарії досягло 1289 осіб. За його ініціативою в Троїцькому монастирі для запобігання руйнування в результаті весняних паводків із західного боку був зведений ряд контрфорсів і підвищений рівень землі. У травні 1830 року призначений настоятелем рязанського Преображенського монастиря.
З 25 квітня 1831 року ректор Тверської духовної семінарії, настоятель Отроч тверського монастиря, з 24 жовтня — Макаріївського Калязінського монастиря.
12 березня 1832 року наречено, 24 квітня в Казанському соборі Санкт-Петербурга хіротонізований в єпископа Тамбовського і Шацького.
Активно боровся з поширенням сект молокан і духоборів в губернії, використовуючи при цьому жорсткі адміністративні заходи, за що отримав догану зі Святійшого Синоду.
5 квітня 1841 року йому визначено бути архієпископом Подільської єпархії.
6 листопада 1848 року переміщений архієпископом у Варшавську кафедру з призначенням управляти і Волинською єпархією та бути священноархімандритом Почаївської лаври.
1 липня 1860 року був призначений митрополитом Київським і Галицьким, і Києво-Печерської Успенської лаври священноархімандритом, і членом Св. Синоду.
Тарас Шевченко 4 січня 1861 в листі до М. Чалого просив показати примірник «Букваря южнорусского», сподіваючись, що митрополит сприятиме його поширенню. Проте Арсеній поставився до підручника негативно. 31 березня 1861 П. Лобко та його друзі хотіли передати Арсенію для безплатного поширення в школах Київської губернії 6 тисяч примірників цієї книжки. Москвін звернувся до обер-прокурора синоду із запитом: приймати книжки чи ні. Запит став причиною розгляду книжки Головним управлінням цензури, яке порадило Арсенію «відхилити прийняття та поширення „Букваря южнорусского“ як навчального посібника».
Помер 28 квітня 1876 року під час перебування у Санкт-Петербурзі. Похований у Києво-Печерській Лаврі, кам'яній церкві в ім'я Воздвиження Чесного Хреста, на Ближніх печерах, перед Казанською іконою Божої Матері, біля митрополита Іоанникія (Руднєва).

## Праці
- «Собрание бесед и речей», в 5 ч., СПб. 1874 г.;
- «Толкование на первые 26 псалмов», К., 1873 г.;
- «Изъяснение божественной литургии», К., 1874 г.;
- «Введение в книги Ветхого Завета», в «Трудах Киевск. дух. акад.» 1873 г.;
- "Замечания на книгу варшавского ксёндза Путятицкого «Pismo o religii naturalney i obiawioney», 1875 г.;
- «О молоканской и других сектах в тамбовской епархии», 1875 г.;
- «Три слова к священноцерковнослужителям», в «Страннике» 1873 г., т. III. Дела архива Св. Синода.